# Кокциния крупная
Кокциния крупная (лат. Coccinia grandis), или кокциния индийская (лат. Coccinia indica), или тиндора (от гуджарати ટીંડોરા )
— вид вьющихся растений из семейства Тыквенные (Cucurbitaceae).

## Строение
Быстрорастущая лиана. Вырастает до нескольких метров в длину. Может полностью заплетать опорные кустарники и небольшие деревья. Листья до 10 см в диаметре, цельные, могут варьировать по форме — от сердцевидных до пятиугольных; снизу покрыты волосками, сверху листья гладкие. Цветы колокольчатые, белые. Зрелый плод красный, незрелый напоминает мелкий огурец. Корни накапливают в себе влагу, что позволяет растению переживать засуху.

## Жизненный цикл
Кокциная крупная — разнополая лиана. Мужские и женские цветы растут на разных растениях. Опыляются насекомыми, самоопыление невозможно. Цветы появляются в августе–сентябре.

## Распространение и среда обитания
Происходит из Центральной Африки, Индии и Азии. В связи с долгой историей выращивания людьми определить точное место происхождения сложно. На Гавайях и в Австралии считается агрессивным сорняком. Хорошо растет в тропическом климате с чёткой сменой влажного и сухого сезонов.

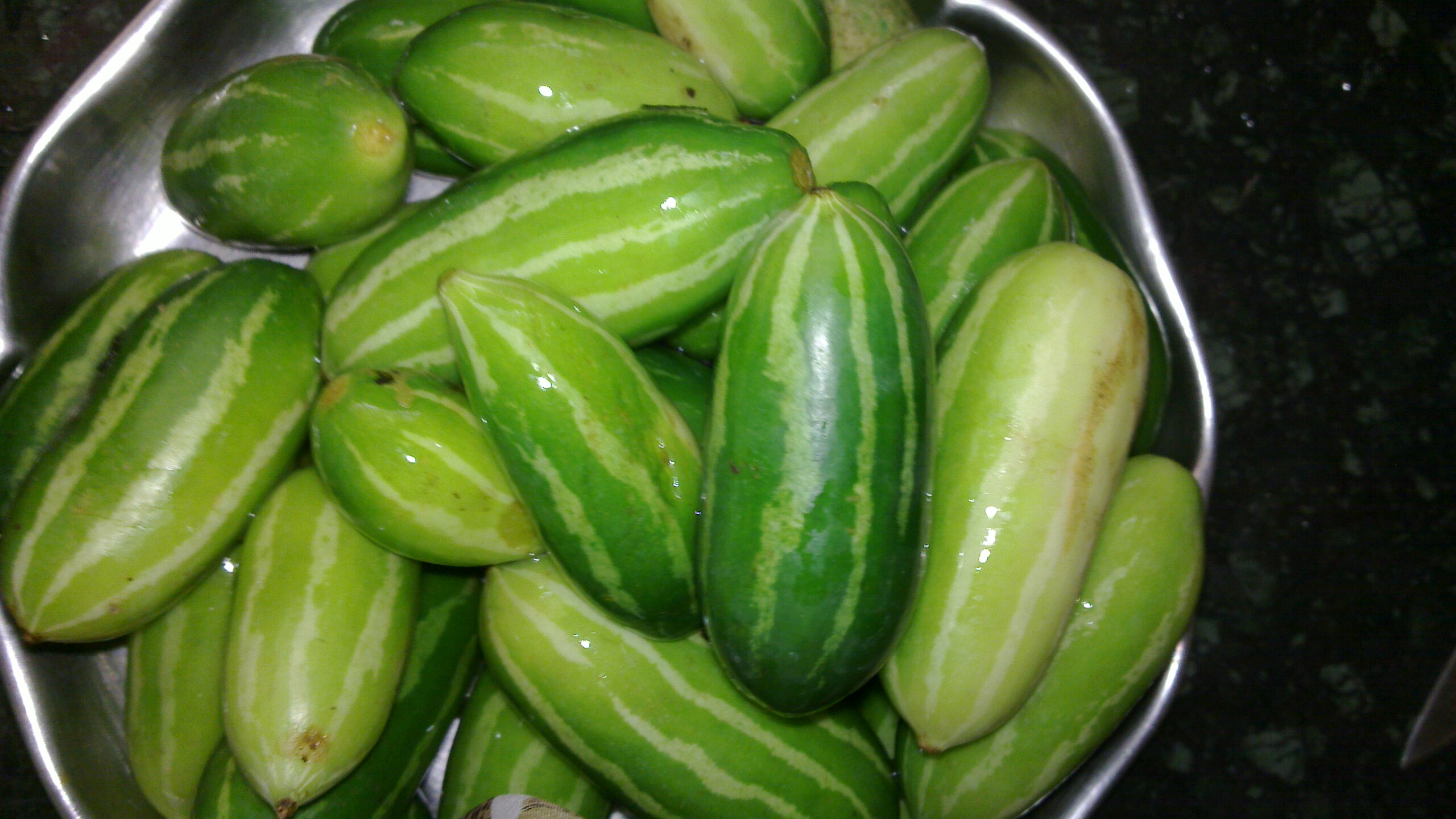
Зеленые плоды тиндоры

## Практическое использование
Молодые листья и побеги используют в пищу в Индии. Плоды собирают зелёными для готовки (например, тушения или обжаривания). Спелые красные плоды можно есть сырыми. Вкусный и популярный в Азии овощ.
Используется в аюрведической медицине.

## Таксономия
- Coccinia grandis (L.) Voigt, Hortus Suburbanus Calcuttensis[исп.] 59. 1845.

### Синонимы
- Bryonia acerifolia D.Dietr.
- Bryonia alceifolia Willd.
- Bryonia barbata Buch.-Ham. ex Cogn.
- Bryonia grandis L.
- Bryonia sinuosa Wall. nom. inval.
- Cephalandra grandis Kurz
- Cephalandra indica (Wight & Arn.) Naudin nom. illeg.
- Cephalandra moghadd (Asch.) Broun & Massey
- Cephalandra schimperi Naudin
- Coccinia helenae Buscal. & Muschl.
- Coccinia indica Wight & Arn. nom. illeg.
- Coccinia loureiriana M.Roem.
- Coccinia moghadd (J.F.Gmel.) Asch.
- Coccinia moimoi M.Roem.
- Coccinia palmatisecta Kotschy
- Coccinia schimperi Naudin
- Coccinia wightiana M.Roem.
- Cucumis pavel Kostel.
- Cucurbita dioica Roxb. ex Wight & Arn.
- Momordica bicolor Blume